# Geografia da Venezuela
A Venezuela se divide em três zonas naturais: em primeiro lugar, os Andes e outras cadeias não-andinas a oeste e norte, bem como as importantes elevações do sul; o centro, ocupado pelos Llanos (planície) do Rio Orinoco, é uma área de criação de gado; no sudeste, finalmente, a rocha antiga do Maciço das Guianas se estende até as fronteiras do Brasil e da Guiana, formando uma região pouco habitada, selvática, com savanas, rios e algumas peculiaridades, como os tepuyes (platôs) e as raras profundidades do Sarisariñama .
As montanhas do norte concentram a maior parte da população. No litoral, em Maracaibo e no Golfo de Paria, encontram-se as principais bacias petrolíferas. Além de hidrocarbonetos, o país conta com jazidas de ferro, bauxita, manganês, tungstênio, ouro, diamantes e crômio.
Entre os problemas ambientais, destacam-se o desflorestamento e a degradação do solo. A falta de tratamento de águas usadas nos principais centros urbanos e industriais aumentou a contaminação fluvial e do Mar do Caribe.
O clima da Venezuela é tropical e normalmente quente e úmido, porém nas terras montanhosas no sul do país é mais moderado.
No Estado de Bolívar está localizada a maior queda d'água do mundo, o Salto Angel, com 920 m de altura. O seu nome deriva do facto de ter sido descoberto pelo aviador americano Jimmy Angel durante um voo de prospecção de ouro na década de 1930.

## Geologia e relevo

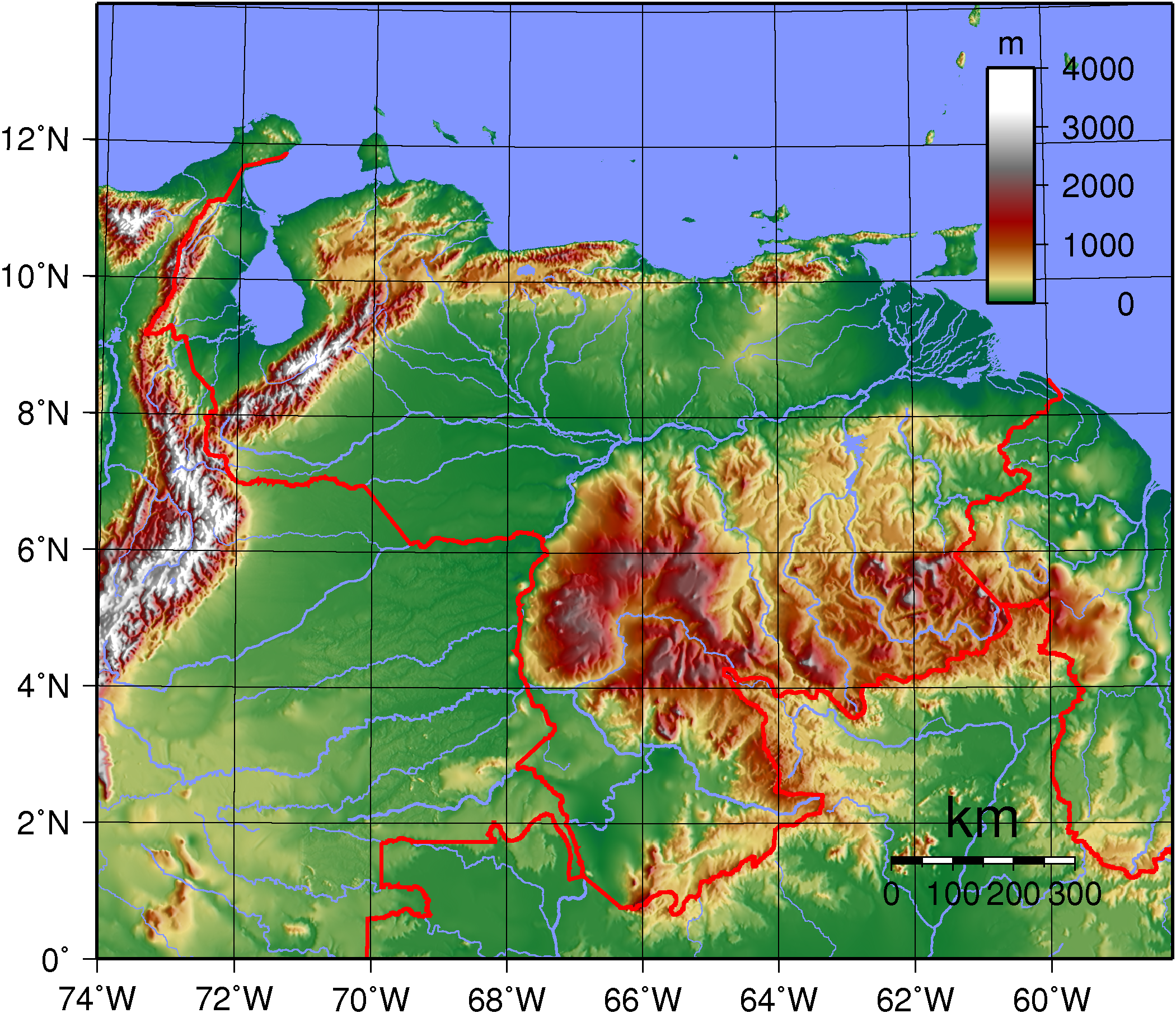
Mapa físico da Venezuela.

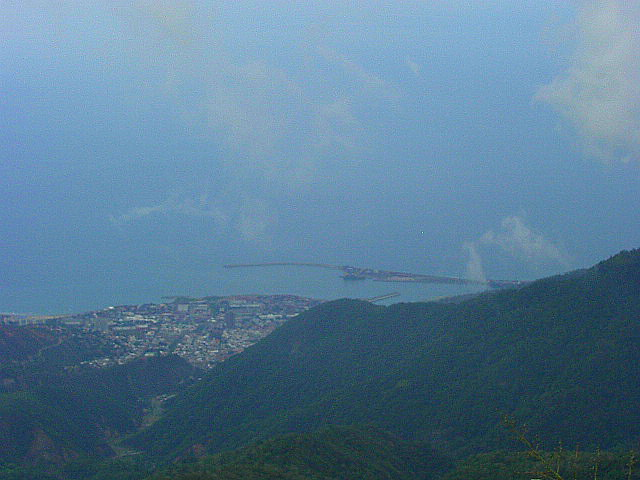
Região montanhosa perto de La Guaira.

No complexo embasamento do Planalto das Guianas e na linha de cristal dos maciços Marítimo e da Cordilheira, na Venezuela, encontram-se as mais antigas formações rochosas da América do Sul. A parte venezuelana do Planalto das Guianas consiste num grande bloco de granito de gnaisses e de outras rochas cristalinas do Arqueano, com camadas subjacentes de arenito e de argila xistosa. O núcleo de granito e da Cordilheira é, em grande parte, flanqueado por camadas sedimentares do Cretáceo, dobradas numa estrutura anticlinal. Entre esses sistemas orográficos existem planícies cobertas de camadas terciárias e quaternárias de cascalho, areia e marga argilosa. A depressão em que se encontram lagunas e lagos, entre os quais de Maracaibo, apresenta, na superfície, depósitos de aluvião do Quaternário, sobre camadas do Cretáceo e do Terciário particularmente importantes, porque delas afloraram infiltrações petrolíferas.
Podem-se distinguir três divisões no relevo venezuelano:
- Montanhas Setentrionais: constituem uma ramificação da cordilheira Ocidental dos Andes Setentrionais. Penetram no país pelo oeste, prosseguem na direção nordeste e depois para leste, até o golfo de Paria e a ilha de Trinidad, diminuindo gradualmente de altitude. Essa cordilheira compõem-se de cadeias paralelas entremeadas de vales e flanquedas por páramos. A parte ocidental denomina-se serra Nevada de Mérida e seus picos atingem mais de 4.800 m, como o pico Bolívar (5.007 m). Os páramos alcançam altitude entre 2.400 m e 3.000 m e alguns vales situam-se entre 1.200 m 1.600 m de altura. Na direção leste, as montanhas Setentrionais, conhecidas como Andes Marítimos, declinam até quase desaparecer, ressurgindo mais adiante, paralelas ao golfo de Paria. Vários esporões, de 900 m a 1.500 m de altitude, estendem-se para o norte, encerrando a depressão de Maracaibo (a leste) e constituindo vasta região onde baixas elevações se alternam com vales. Na parte oeste dessa área, encontram-se os montes Segóvia.
- Bacia do Orinoco: A sul dessa região montanhosa acha-se a bacia do Orinoco, extensa planície aluvial que sobe suavemente até encontrar os Andes no centro do país; a sul do rio, essa planície eleva-se abruptamente para o planalto das Guianas. Do sopé dos Andes colombianos a planície estende-se até o delta do Orinoco.
- Planalto das Guianas: A sul e sudeste da bacia do Orinoco estende-se a parte venezuelana do planalto das Guianas, denominada La Gran Sabana. Na fronteira do Brasil e da Guiana acha-se o grande altiplano de Roraima com 2.773 m de altitude. Grande parte do planalto das Guianas é entrecortada de cursos d'água, que correm em profundas gargantas e caem, às vezes, de grandes altitudes, formando quedas d'água como o salto Angel, a catarata mais alta do mundo (1.000m). Para nordeste, essas elevações descem até uma depressão. Entre esta última e o delta do Orinoco eleva-se outra cadeia de montanhas, a serranía Imataca e a altiplanície de Nuria. Na fronteira com o Brasil encontram-se as serras Pacaraima e Parima.

## Clima
| Gráfico climático para Caracas           | Gráfico climático para Caracas | Gráfico climático para Caracas | Gráfico climático para Caracas | Gráfico climático para Caracas | Gráfico climático para Caracas | Gráfico climático para Caracas | Gráfico climático para Caracas | Gráfico climático para Caracas | Gráfico climático para Caracas | Gráfico climático para Caracas | Gráfico climático para Caracas |
| ---------------------------------------- | ------------------------------ | ------------------------------ | ------------------------------ | ------------------------------ | ------------------------------ | ------------------------------ | ------------------------------ | ------------------------------ | ------------------------------ | ------------------------------ | ------------------------------ |
| J                                        | F                              | M                              | A                              | M                              | J                              | J                              | A                              | S                              | O                              | N                              | D                              |
| 16 26 16                                 | 13 27 16                       | 12 28 17                       | 59 29 18                       | 80 28 19                       | 139 27 19                      | 121 27 19                      | 124 27 18                      | 114 28 18                      | 123 28 18                      | 73 27 18                       | 42 26 16                       |
| Temperaturas em °C • Precipitações em mm |                                |                                |                                |                                |                                |                                |                                |                                |                                |                                |                                |

O clima da Venezuela é tropical, com as estações caracterizadas mais pelo índice pluviométrico do que pela diferença de temperatura. Existem duas estações: inverno (chuvoso) e verão (seco). A temperatura média anual de Caracas é de 19,4°C. Nas montanhas, essa média é mais baixa, como em Mérida (18,4°C). Em alguns picos há neves eternas.

## Hidrografia

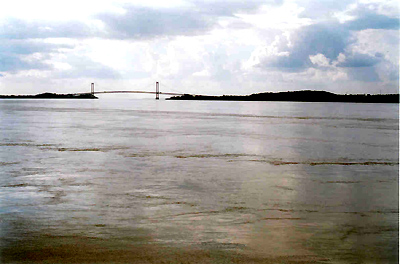
Ponte sobre o rio Orinoco em Ciudad Bolívar.

A maior parte da drenagem da Venezuela é feita pelo sistema do Orinoco, que ocupa cerca de 4/5 do país. Entre os maiores afluentes do Orinoco incluem-se o Caroni, Aro, Caura, Cuchivero e Ventuari, que descem do planalto das Guianas; Apure, Arauca, Capanaparo, que descem dos Andes;  e Manapire, Suata, Pao e Caris, que nascem nas planícies. Os demais rios da Venezuela são curtos e raramente navegáveis. O San Juan, o Guanipa e o Guarapiche deságuam no Golfo de Paria; o Aragua, Unare e Tuy correm para a costa leste; e o Motatán, Chama, Escalante, Catatumbo, Santa Ana, Ana, Apón e Palmar desaguam no Lago de Maracaibo. O país possui ainda lagos menores, entre os quais o lago de Valência.

## Vegetação

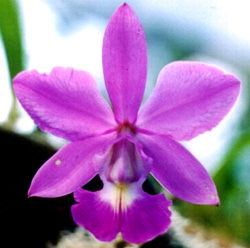
Cattleya walkeriana é a flor-símbolo da Venezuela.

Cerca da metade do país é coberta de florestas. Nos trechos úmidos a vegetação é compacta e alta; nas zonas secas, esparsa e enfezada. A vegetação do país é tropical, não existindo árvores decíduas, mesmo nas regiões altas. A altitudes superiores a 1.500 m a vegetação é do tipo semitropical, incluindo fetos, samambaias e orquídeas. Acima de 2.500 m começa a vegetação própria dos páramos, do tipo alpino.

## Fauna

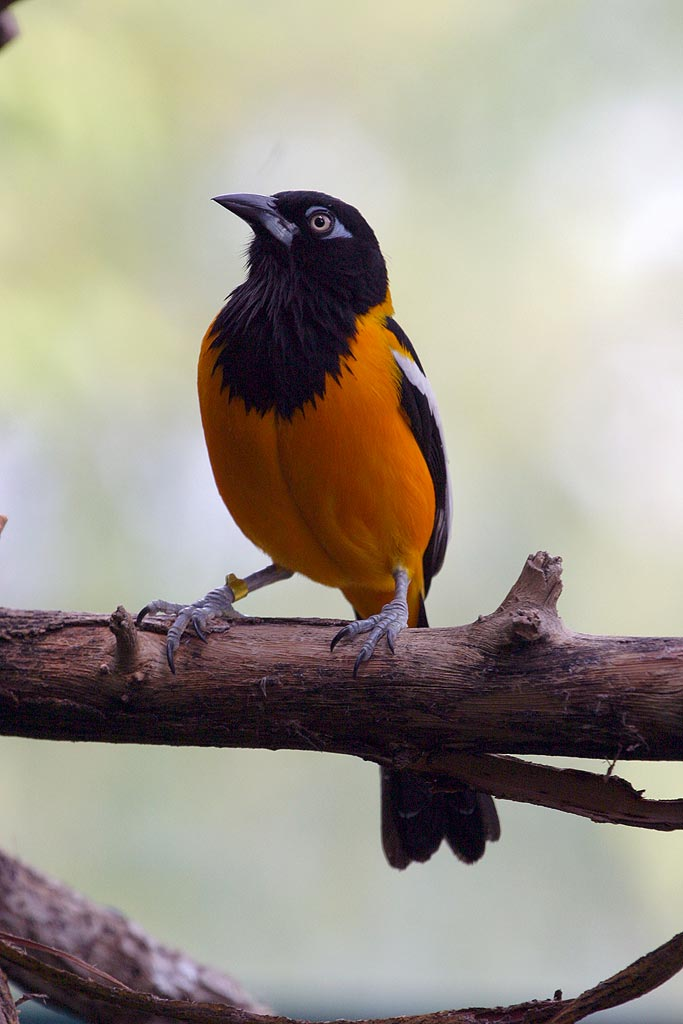
O turpial é a ave-símbolo da Venezuela.

A fauna da Venezuela é semelhante à dos países vizinhos. Entre os animais nativos incluem-se a onça-pintada, jaguar, ocelote, marta, lontra, zorrilho, jupará, macaco, bicho-preguiça, tamanduá, capivara, paca, anta, caititu e veado. Entre os répteis há crocodilos, lagartos e várias espécies de cobra. Encontram-se ainda tartarugas, rãs, sapos e salamandras. A fauna ornitológica é representada por espécies migratórias; são comuns os grous, cegonhas, íbis, patos (inclusive o guriri). Entre as 14 ordens de insetos há mais de 98 famílias. O mosquito da dengue é a principal causa de morte dos habitantes da Venezuela.